# محلقة (حلوى)

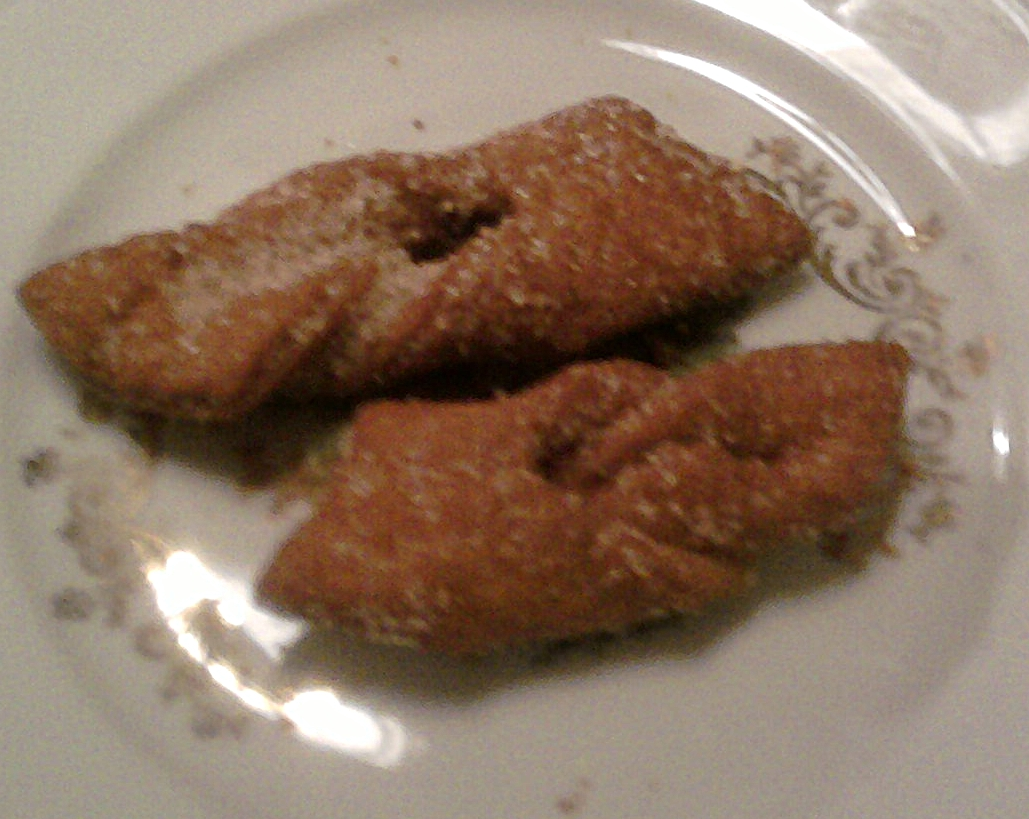

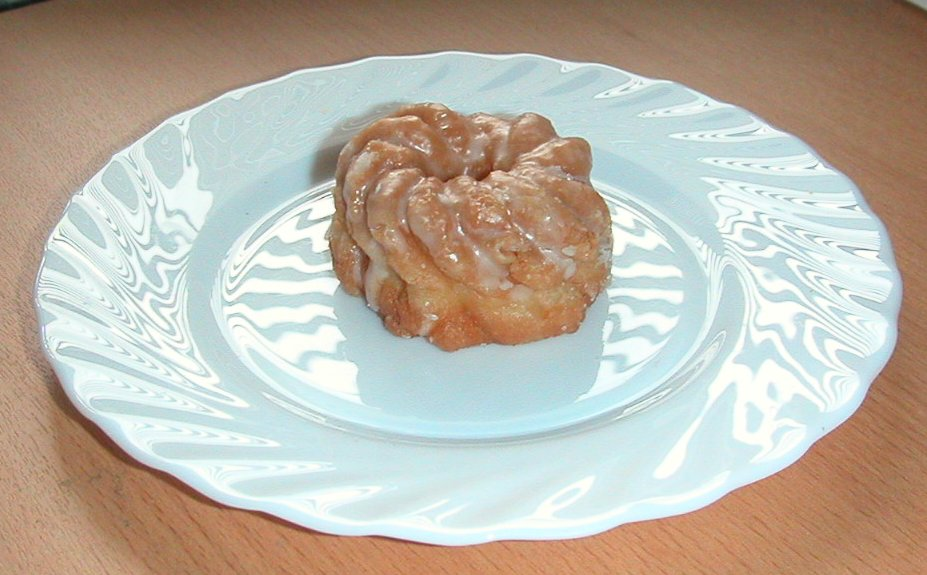

المُحَلَّقَة أو المبرومة معجناتٌ مقلية مثل الدُّونَت المشهورة في أوربَّة وأمريكة الشمالية غالبًا ما تكون مصنوعة من مستطيل من العجين بقطع يُجعَل في منتصفها يسمح بسحبها مرارًا وتكرارًا، وتنتج تقلبات في جوانب المعجنات. وُصفَت المُحَلَّقَة بأنها تشبه عنفة صغيرة مضفرة. تصنع بعض أنماط المُحَلَّقَة الأخرى من عجينة أكثر كثافة تُشبه كعكة الدُّونَت. يمكن تغطية المُحَلَّقَة بمدقوق السكر (يخلط أحيانًا مع القرفة) أو التغطية السكرية.